# Nuit noire en Anatolie
Pour plus de détails, voir Fiche technique et Distribution.
Nuit noire en Anatolie (Karanlık Gece) est un film turco-germano-français réalisé par Özcan Alper, sorti en 2022.

## Synopsis
Après l'avoir quitté pendant 7 ans, Ishak, musicien, revient dans son village natale pour s'occuper de sa mère malade, mais la raison de son exil refait surface.

## Fiche technique
Sauf indication contraire, les informations mentionnées dans cette section peuvent être confirmées par les bases de données cinématographiques IMDb et Allociné,  présentes dans la section « Liens externes ».
- Titre français : Nuit noire en Anatolie
- Titre original : Karanlık Gece
- Réalisation : Özcan Alper
- Scénario : Özcan AlperMurat Uyurkulak
- Photographie : Yunus Roy Imer (de)
- Montage : Osman Bayraktaroglu	et Umut Sakallioglu
- Musique : Cansun Küçüktürk
- Direction artistique : Elif Tasçioglu	et Elif Öner
- Sociétés de distribution : Outplay Films
- Pays d'origine :  Turquie,  Allemagne,  France
- Langues originales : turc
- Genre : drame
- Durée : 114 minutes
- Dates de sortie :
  - France : 14 février 2024

## Distribution
Sauf indication contraire, les informations mentionnées dans cette section peuvent être confirmées par les bases de données cinématographiques IMDb et Allociné,  présentes dans la section « Liens externes ».
- Berkay Ateş (en) : Ishak
- Cem Yiğit Üzümoğlu (tr) : Ali
- Taner Birsel (tr) : Ferhat
- Sibel Kekilli : Sirma
- Pinar Deniz (tr) : Sultan
- Özgür Cem Tugluk : Sükrü
- Tarhan Karagöz : Muhtar
- Firat Kaymak : Nurettin
- Deniz Hamzaoglu : Osman

## Distinctions

### Ankara Film Festival(en)
- Prix du meilleur réalisateur[1]
- Prix spécial du jury[1]
- Prix SİYAD (en) du meilleur film[1]